# 오영수 (소설가)

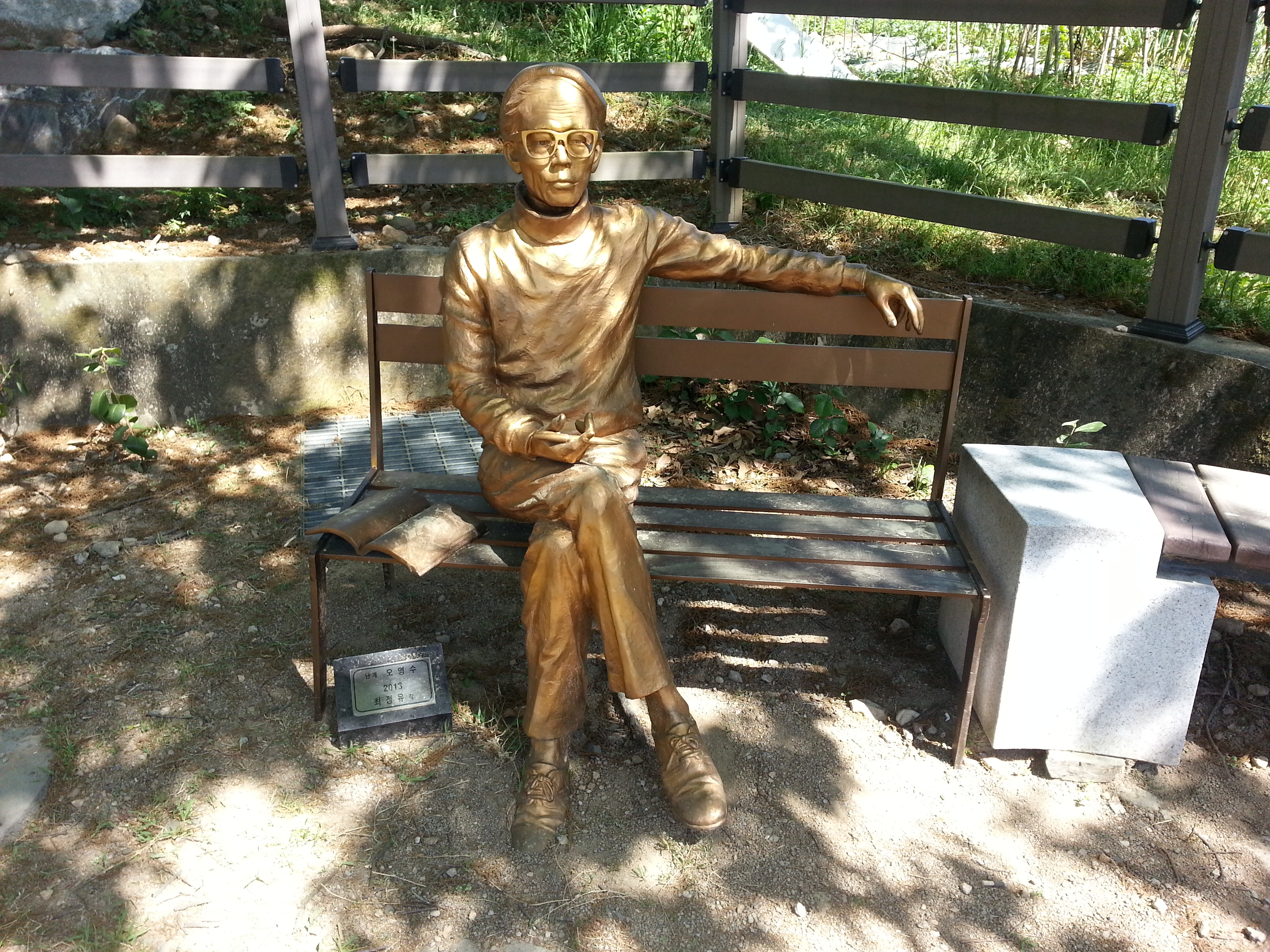
오영수 문학관 야외 광장에 있는 오영수 선생 동상

오영수(吳永壽, 1909년 2월 11일 ~ 1979년 5월 15일)는 대한민국의 소설가이다. 본관은 해주(海州)이며 호(號)는 월주(月洲)였다가 말년에 난계(蘭溪)로 바꾸었다.

### 학력
- 1933년 일본 오사카 나니와 중학교 졸업
- 1941년 일본 도쿄 고쿠인 국민예술학원 전문학사

### 경력
- 부산 경남여자고등학교 교사
- 춘천교육대학 초빙교수(1966년)
- 신민당 문화예술행정특임위원(1976년)

## 생애
경상남도 언양군 언양읍(현 울산광역시 울주군 언양읍) 상북면 동부리에서 1909년 2월 11일에 출생하였다. 1926년 언양공립보통학교를 졸업했으며, 1933년에 일본에서 중학교 졸업 후 귀국하였지만 6년 후 1939년 일본으로 다시 건너가, 1941년 도쿄 고쿠인 국민예술학원을 졸업하였다. 그 후 경남여자고등학교에서 교직 생활을 하였다.
1949년 〈남이와 엿장수〉(이후 <고무신>으로 개명) 를 《신천지》에 발표하였고, 〈머루〉가 서울신문 신춘문예에 당선됨으로써 문단에 등장하였다. 한국문인협회상·아시아 자유문학상을 받았으며, 저서로 단편집 《머루》 · 《갯마을》 · 《메아리》, 《오영수 전집》 등 5권이 있다.
민중판화가 오윤은 그의 아들이다.
1979년 5월 15일에 간암으로 웅촌면 곡천리의 자택에서 71세로 세상을 떠났다. 사후 언양읍 송대리에 있는 화장산 선영에 묻혔다.
<특질고>를 발표하면서 특정 지역에 대한 편견과 선입관을 조장한 면도 없지 않아 동료 문학인들에게 비판도 받기도 하였다. 그러나 그 작품을 발표할 당시 사회 분위기를 감안한다면 꼭 오영수 작가에게만 비판을 가하는 것도 무리이다. 그로 이해 말년에 문학 지성인의 양심 사이에서 갈등하다 마음 고생을 하여 지병이 악화되기도 하였다.

## 사후
그의 예술혼을 기리기 위해 1993년부터 오영수문학상이 제정되어 기성 작가 및 문학 지방생들을 대상으로 매년 수상작을 선정, 시상하고 있다. 2014년 1월 21일에 그의 업적을 기리기 위해 울산 광역시에 오영수 문학관이 개관하였다.

## 오영수를 연기한 배우
- 문회원 - EBS 드라마 《명동백작》 (2004년)

## 같이 보기
- 오상순 (동성동본의 작가)